# Compsomelissa tulearensis
Compsomelissa tulearensis är en biart som först beskrevs av Michener 1977.  Compsomelissa tulearensis ingår i släktet Compsomelissa och familjen långtungebin. Inga underarter finns listade i Catalogue of Life.